# Anna Maria Velaz Sicart
Anna Maria Velaz Sicart (Figueres, 1948) és filòloga, professora i escriptora figuerenca.
Va llicenciar-se en Filosofia i Lletres, especialitat de Filologia catalana, a la Universitat Autònoma de Barcelona l'any 1984 i va fer altres cursos relacionats amb la filologia catalana, la hispànica i la francesa.
L'any 2016 és curadora i autora del pròleg de la nova edició de l'obra Tempesta esvaïda, una comèdia lírica en tres actes de Carme Montoriol i Puig, amb música de Joaquim Serra i Corominas.
El 2024 va ser comissària de l'Any Montserrat Vayreda, escriptora amb qui va tenir una amistat personal i és curadora de la seva obra. L'any Vayreda va cloure's el 3 de desembre de 2024 a l'Ateneu Barcelonès. Velaz i M. Pilar Vayreda, cosina de l'escriptora, són marmessores del llegat econòmic que la bibliotecària Maria Perxés, amiga també de Montserrat Vayreda, va deixar per fer una nova edició «més manejable i assequible» de l'obra Els pobles de l'Alt Empordà, que en el seu moment es va comercialitzar només per subscripció i ha esdevingut una peça de bibliòfil; d'aquesta magna obra se n'ha publicat ja el primer volum. El 2024, Velaz va tenir cura també de les edicions de tres llibres més de Montserrat Vayreda: Un color per cada amic, La cinta del camí i Vayreda & Sibecas. L'amistat entre el traç i el vers (amb poemes de Vayreda il·lustrats pel pintor Joan Sibecas.
L'any 2022 l'Ajuntament de Figueres va concedir a Anna Maria Velaz Sicart la Fulla Figuera de Plata 2022 per a persones.

## Obres
- L'Alt Empordà: passat i present dels seus pobles. Vayreda i Trullol, Montserrat. Figueres: Brau, DL 2006
- Estudi sobre "Empordà federal": setmanari publicat a Figueres de 1911 a 1923 i de 1930 a 1939. Serra Milà, Maria Rosa. [Figueres] : [s.n.], [198?]
- Poemes de Montserrat Vayreda: [antologia 1945-2004]. Vayreda Trullol, Montserrat. Girona: Diputació de Girona, 2005.
- Societat Coral Erato: 150 aniversari: caliu literari i poètic. Velaz i Sicart, Anna Maria. Figueres: [l'entitat], 2012